# Грайфсвальдський міжнародний студентський фестиваль
Грайфсвальдський Міжнародний Студентський Фестиваль — захід, який організовується некомерційною організацією GrIStuF e.V. та проходить у місті Грайфсвальд, що знаходиться приблизно за 200 км на північ від столиці Німеччини Берліна на березі Балтійського моря.
Програма фестивалю складається з різних подій: тематичні семінари, культурні заходи, виставки, екскурсії, вечірки та концерти.

## Організатор GrIStuF e.V
GrIStuF e.V. — некомерційна організація, створена волонтерами, щоб організувати «Грайфсвальдський Міжнародний Студентський Фестиваль», а також інші заходи, такі, як місцевий «Running Diner» (подія, яка має на меті знайомство з людьми, розваги і куштування їжі разом. Меню складається з 3 страв, які розподіляються по місту, тобто, кожна страва готується в іншому місці) та «Fête de la Musique» з 2007 року.

## Попередні фетивалі
- 2002: Our World — Our Choice («Наш Світ — Наш Вибір»; під егідою Harald Ringstorff)
- 2005: Touch the world («Доторкнися до Світу»; під егідою Hildegard Hamm-Brücher)
- 2006: Project U-Rope: Utopia or reality? («Проект Європа: Утопія чи Реальність»; під егідою Gesine Schwan)
- 2008: Mind a change? («Не проти Змін?»; під егідою Jakob von Uexküll)
- 2010: Response-Ability («Відповідь-Здатність»; під егідою Bärbel Bohley)
- 2012: FACE to FACE — paving the way for a non-violent society («Тет-а-тет — прокладаючи шлях до ненасильницького суспільства»)
- 2014: Lost in Consumption? Rethinking economy" («Загубленні у Споживанні? Переосмислення економіки»)

Наступний фестиваль відбудеться 2016 року.